# Vanja Milinković-Savić
Vanja Milinković-Savić (Servisch: Вања Милинковић-Савић) (Ourense, 20 februari 1997) is een Servisch voetballer die als doelman speelt. Hij verruilde Lechia Gdańsk in juli 2017 voor Torino.

## Clubcarrière
Milinković-Savić werd geboren in het Spaanse Ourense en speelde in de jeugd bij het Oostenrijkse Grazer AK en het Servische FK Vojvodina. In april 2014 tekende hij zijn eerste profcontract. Anderhalve maand later tekende hij bij Manchester United, dat de doelman nog één seizoen zou verhuren aan FK Vojvodina. In november 2015 liet Manchester United de speler gaan omdat het er niet in slaagde om een werkvergunning voor hem te regelen. Op 26 november 2015 tekende Milinković-Savić bij het Poolse Lechia Gdańsk. Op 6 maart 2015 debuteerde hij in de Ekstraklasa tegen Jagiellonia Białystok. In zijn eerste seizoen kwam de Serviër tot een totaal van elf competitieduels.

## Clubstatistieken
| Seizoen | Club              | Land              | Competitie         | Competitie | Competitie | Beker | Beker | Internationaal | Internationaal | Totaal | Totaal |
| Seizoen | Club              | Land              | Competitie         | Wed.       | Dlp.       | Wed.  | Dlp.  | Wed.           | Dlp.           | Wed.   | Dlp.   |
| ------- | ----------------- | ----------------- | ------------------ | ---------- | ---------- | ----- | ----- | -------------- | -------------- | ------ | ------ |
| 2014/15 | Manchester United | Vlag van Engeland | Premier League     | 0          | 0          | 0     | 0     | —              | —              | 0      | 0      |
| 2014/15 | → FK Vojvodina    | Vlag van Servië   | Superliga          | 17         | 0          | 2     | 0     | 0              | 0              | 19     | 0      |
| 2015/16 | Manchester United | Vlag van Engeland | Premier League     | 0          | 0          | 0     | 0     | 0              | 0              | 0      | 0      |
| 2015/16 | Lechia Gdańsk     | Vlag van Polen    | Ekstraklasa        | 11         | 0          | 0     | 0     | —              | —              | 11     | 0      |
| 2016/17 | Lechia Gdańsk     | Vlag van Polen    | Ekstraklasa        | 18         | 0          | 0     | 0     | —              | —              | 18     | 0      |
| 2017/18 | Torino FC         | Vlag van Italië   | Serie A            | 1          | 0          | 3     | 0     | —              | —              | 4      | 0      |
| 2018/19 | → SPAL            | Vlag van Italië   | Serie A            | 2          | 0          | 1     | 0     | —              | —              | 3      | 0      |
| 2018/19 | → Ascoli Calcio   | Vlag van Italië   | Serie B            | 8          | 0          | 0     | 0     | —              | —              | 8      | 0      |
| 2019/20 | → Standard Luik   | Vlag van België   | Jupiler Pro League | 0          | 0          | 0     | 0     | 3              | 0              | 3      | 0      |
| 2020/21 | Torino FC         | Vlag van Italië   | Serie A            | 0          | 0          | 0     | 0     | —              | —              | 0      | 0      |
| Totaal  | Totaal            | Totaal            | Totaal             | 57         | 0          | 6     | 0     | 3              | 0              | 66     | 0      |

## Interlandcarrière
In juli 2014 nam hij deel aan het Europees kampioenschap voor spelers onder 19 jaar in Hongarije, waar hij fungeerde als de doublure voor de twee jaar oudere Predrag Rajković. Servië werd in de halve finales uitgeschakeld door de leeftijdsgenoten van Portugal. In juni 2015 won hij, samen met zijn broer Sergej, het Wereldkampioenschap voor spelers onder 20 jaar in Nieuw-Zeeland.

## Erelijst
| Wereldkampioen –20 | 1x | 2015 |